# 小行星5001
小行星5001（5001 EMP）是一颗绕太阳运转的小行星，为主小行星带小行星。该小行星于1987年9月发现。

## 轨道参数
小行星5001的轨道半长轴为2.6622576 UA，离心率为0.173。